# Stenoleptura longitarsus
Stenoleptura longitarsus là một loài bọ cánh cứng trong họ Cerambycidae.